# Багата залізна руда
Багата залізна руда — залізна руда, вміст заліза в яких понад 57%, а кремнезему менше 8…10%, сірки та фосфору менше 0,15%. Являє собою продукт природного збагачення залізистих кварцитів, утворених за рахунок вилуговування кварцу та розкладання силікатів при процесах давнього вивітрювання або метаморфізму. 
Виділяють два головних морфологічних типи покладів З.р.б.: площиноподібні та лінійні. 
- П л о щ и н о п о д і б н і залягають на головах крутопадаючих пластів залізистих кварцитів у вигляді значних по площі з кишенеподібною підошвою і відносяться до типових кір вивітрювання.

- Л і н і й н і поклади представляють падаючі в глибину клиноподібні рудні тіла багатих руд в зонах розломів, тріщинуватості, дроблення, згинів у процесі метаморфізму. Руди характеризуються високим вмістом заліза (54…69%) і низьким вмістом сірки та фосфору. Найхарактернішим прикладом метаморфічних родовищ багатих руд можуть бути Першотравневе та Жовтоводське в північній частині Кривбасу.

Багаті залізні руди йдуть на виплавку сталі в мартенівському, бесемерівському або конвертерному виробництві, оминаючи доменний процес. Найбагатші руди з вмістом заліза понад 68%, з малим вмістом кремнезему (менше 0,01%) і всіх інших домішок (менше 3,3%) використовують для виготовлення металізованих котунів, які перероблюють на сталь електроплавкою.